# Dennis Lawrence
Dennis William Lawrence (Morvant, Trinidad y Tobago; 1 de agosto de 1974) es un exfutbolista trinitense que se desempeñaba en la posición de defensor y actualmente forma parte del personal técnico del Everton F.C. de Inglaterra. Integró el plantel de la Selección de Trinidad y Tobago en la Copa Mundial de Fútbol de 2006, disputada en Alemania.

## Clubes
| Equipo                 | País              | Año         | Partidos | Goles |
| ---------------------- | ----------------- | ----------- | -------- | ----- |
| Barataria Ball Players | Trinidad y Tobago | 1992 - 1993 |          |       |
| Caledonia AIA          | Trinidad y Tobago | 1993 - 1998 |          |       |
| Defence Force          | Trinidad y Tobago | 1999 - 2000 |          |       |
| Wrexham                | Gales             | 2001 - 2006 | 198      | 14    |
| Swansea City           | Inglaterra        | 2006 - 2008 | 84       | 7     |
| Crewe Alexandra        | Inglaterra        | 2008 - 2009 | 28       | 3     |
| San Juan Jabloteh      | Trinidad y Tobago | 2009-2010   | 7        | 1     |

- Datos: Q3677
- Multimedia: Dennis Lawrence / Q3677